# 藤県駅
藤県駅は、中華人民共和国 広西チワン族自治区 梧州市 藤県 藤州鎮にあり、南広線の高速鉄道の駅で、2014年12月26日に開業し、南寧鉄路局の管轄である。

## 駅周辺
- 立秀小学校
- 藤県貧困緩和訓練学校
- 藤県第三人民病院
- 蒼碩高速道路

## 歴史
- 2014年12月26日に開業した。

## 隣の駅
中国国鉄
南広線
平南南駅　-　藤県駅　-　梧州南駅

## 参考資料
1. ↑  “南宁局集团公司客运站数据(车站)”.  中国铁路客户服务中心. 2018年7月4日閲覧。
2. ↑  藤县火车站介绍
3. ↑  南广铁路正式开通运营 桂东南融入高铁经济圈 的存檔，存档日期2015-09-24.